# کن پرلین

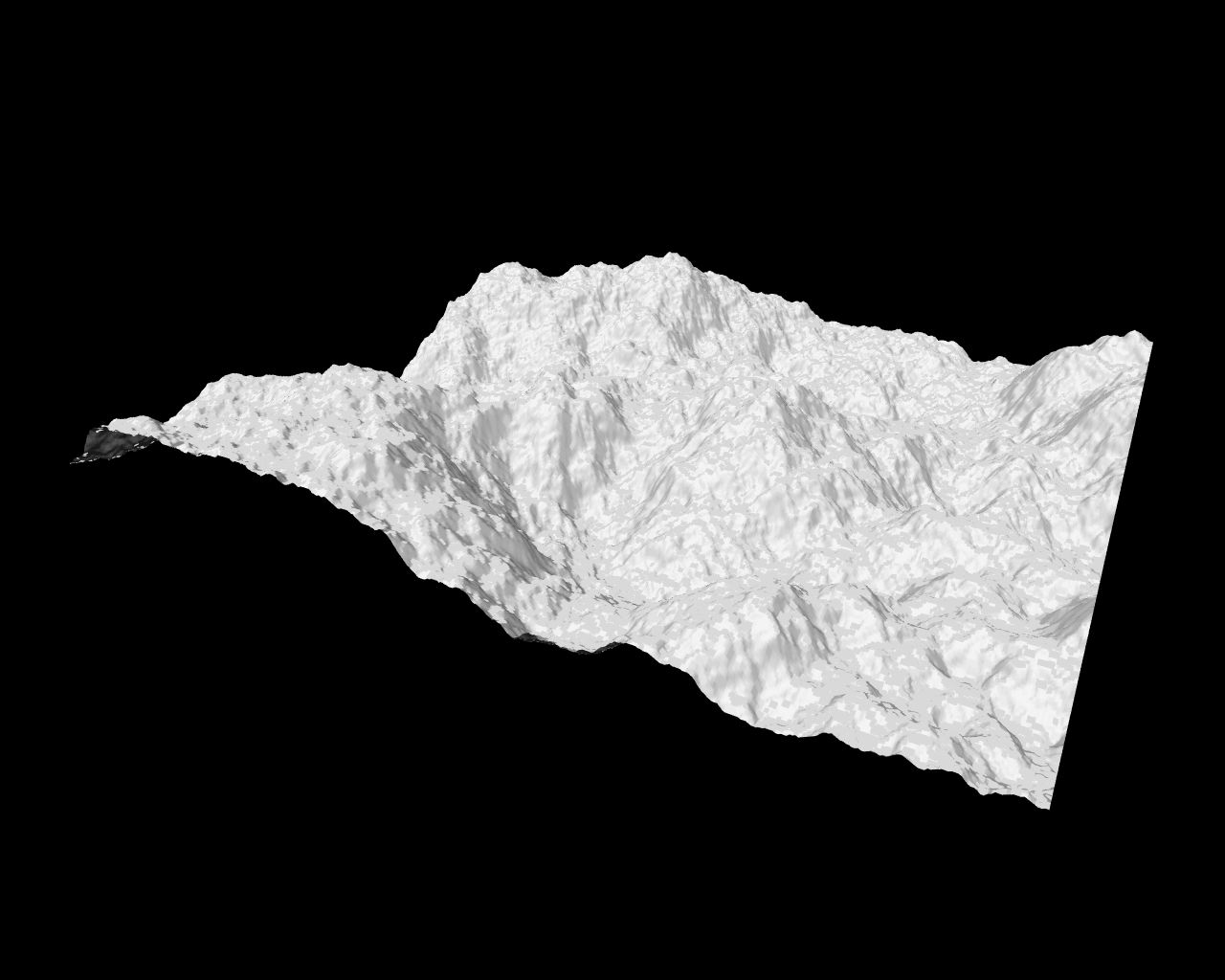
از نویز پرلین می‌توان برای شبیه‌سازی برخی پدیده‌های طبیعی استفاده کرد.

کنت اچ. پرلین استاد دپارتمان علوم کامپیوتر در دانشگاه نیویورک، مدیر مؤسس آزمایشگاه تحقیقات رسانه‌ای در دانشگاه نیویورک، مدیر آزمایشگاه واقعیت آینده در دانشگاه نیویورک، و مدیر مؤسسه «بازی برای یادگیری» است. او دارای مدرک کارشناسی ریاضیات نظری از دانشگاه هاروارد، مدرک کارشناسی ارشد در علوم کامپیوتر از موسسه علوم ریاضی کورانت، دانشگاه نیویورک و مدرک دکترا در علوم کامپیوتر از همان مؤسسه است. او بیشتر بابت توسعه نویز پرلین شناخته می‌شود.

## جایزه اسکار
او در سال ۱۹۹۶ جایزه اسکار برای دستاوردهای فنی را از آکادمی علوم و هنرهای تصاویر متحرک، برای توسعه اختلال پرلین دریافت کرد. او این تکنیک را برای ایجاد بافت‌های طبیعی بر روی سطوح تولید شده توسط کامپیوتر برای جلوه‌های بصری فیلم ترون ابداع کرده بود.